# William Andersson (fotbollsspelare)
Eric William Andersson, född 28 februari 2006 är en svensk fotbollsspelare (mittfältare) som spelar för Kalmar FF i Superettan. 

## Klubblagskarriär
William Andersson började i fyra-femårsåldern spela fotboll i moderklubben Jämjö GoIF. Han bytte tidigt klubb till Rödeby AIF och via FK Karlskrona skrev han som 15-åring på för Kalmar FF.
Under sin andra säsong i Kalmar FF fick Andersson debutera i Allsvenskan. I 1-3-förlusten mot IFK Värnamo den 29 oktober 2023 bytte Andersson i den 92:a minuten av Simon Skrabb och fick därmed göra sina första minuter i den högsta serien.

## Landslagskarriär
William Andersson har representerat Sveriges U19- och U17-landslag.
Hans första framträdande i "Blågult" kom den 23 september 2021 när P15-landslaget förlorade med 0-6 mot Norge i en av ålderskullens första landskamper.  De kommande åren följde ytterligare sju U17-landskamper innan Andersson gjorde sin första U19-landskamp den 9 september 2023 när P17-landslaget förlorade med 1-3 mot Danmark.

## Statistik
| Klubb              | Säsong             | Liga               | Liga    | Liga | Nationell cup | Nationell cup | Internationell cup | Internationell cup | Övrigt  | Övrigt | Totalt  | Totalt |
| Klubb              | Säsong             | Division           | Matcher | Mål  | Matcher       | Mål           | Matcher            | Mål                | Matcher | Mål    | Matcher | Mål    |
| ------------------ | ------------------ | ------------------ | ------- | ---- | ------------- | ------------- | ------------------ | ------------------ | ------- | ------ | ------- | ------ |
| Kalmar FF          | 2023               | Allsvenskan        | 1       | 0    | 0             | 0             | 0                  | 0                  | -       | -      | 1       | 0      |
| Totalt i karriären | Totalt i karriären | Totalt i karriären | 1       | 0    | 0             | 0             | 0                  | 0                  | 0       | 0      | 1       | 0      |